# Joaquim Carvalho
Joaquim da Silva Carvalho  (Barreiro, Portugal, 18 de abril de 1937-5 de abril de 2022), más conocido como  Joaquim Carvalho, era un futbolista portugués que jugaba como guardameta.

## Selección nacional
Fue internacional con la selección de Portugal en 6 ocasiones. Formó parte de la selección que obtuvo el tercer lugar en la Copa del Mundo de 1966.

### Participaciones en Copas del Mundo
| Mundial              | Sede       | Resultado    | Partidos | Goles |
| -------------------- | ---------- | ------------ | -------- | ----- |
| Copa Mundial de 1966 | Inglaterra | Tercer lugar | 1        | 0     |

## Clubes
| Club        | País     | Año       |
| ----------- | -------- | --------- |
| Luso FC     | Portugal | 1955-1958 |
| Sporting CP | Portugal | 1958-1970 |
| Atlético CP | Portugal | 1970-1972 |

## Palmarés

### Campeonatos nacionales
| Título           | Club        | País     | Año  |
| ---------------- | ----------- | -------- | ---- |
| Primeira Divisão | Sporting CP | Portugal | 1962 |
| Copa de Portugal | Sporting CP | Portugal | 1963 |
| Primeira Divisão | Sporting CP | Portugal | 1966 |
| Primeira Divisão | Sporting CP | Portugal | 1970 |

### Copas internacionales
| Título           | Club        | Sede    | Año  |
| ---------------- | ----------- | ------- | ---- |
| Recopa de Europa | Sporting CP | Amberes | 1964 |

## Condecoraciones
| Distinción                                         | Año  |
| -------------------------------------------------- | ---- |
| Medalla de Oro de la Orden del Infante Don Enrique | 1966 |